# Amazona pretrei
El loro de anteojos rojos (Amazona pretrei), también llamado loro charao, loro llorón, loro cabeza roja o amazona cabecirroja, es una especie de ave psitaciforme de la familia Psittacidae.  Es nativo del centro sureste de  América del Sur.

## Distribución y hábitat
Habita el sur de Brasil (Rio Grande do Sul y sur de Santa Catarina). Vagante ocasional en Argentina (Misiones) y Paraguay.
Prefiere selvas templadas.
En Argentina su situación es indefinida y delicada.

## Descripción
Tiene de 25 a 35 cm; su cara, frente y hombros son rojos. Las plumas primarias y secundarias son azuladas; y el resto del cuerpo verdoso con excepción de la cola con un ápice amarillento. Pico de color claro.
Por su similitud es considerada una especie alopátrica con el loro alisero (Amazona tucumana) diferenciado por un rojo menos extendido en la cara (sólo en la frente).

## Sistemática

### Descripción original
La especie A. pretrei fue descrita por primera vez por el naturalista neerlandés Coenraad Jacob Temminck en 1830, bajo el nombre científico Psittacus pretrei; localidad tipo errada «México» enmendada para «sur de Brasil».

### Taxonomía
Es monotípica. Alguna veces es considerada conespecífica con Amazona tucumana, pero son mejor tratadas como formando una superespecie.

## Comportamiento

### Alimentación
Los frutos de araucarias forman la base de su dieta, además de que comen flores, semillas e insectos.

### Reproducción
Nidifican en huecos de árboles, por ejemplo, Casearia y Ficus. Se reproducen a finales de septiembre-enero, con los jóvenes ya volantones, por lo general, a principios de diciembre en el sur. Las hembras ponen de 2 a 4 huevos.

## Amenazas y conservación
De acuerdo con la Lista Roja de la UICN, el loro charao está catalogado como especie vulnerable, debido principalmente a que se encuentra amenazado por la deforestación de los bosques húmedos de araucarias y los incendios forestales, además de que es capturado para el comercio ilegal como mascotas, debido a su plumaje colorido y a su gran capacidad de imitar palabras. Está incluido en el apéndice I de CITES.
El loro charao fue declarado monumento natural de la provincia de Misiones en Argentina mediante la ley n.º 3455 sancionada el 13 de noviembre de 1997.